# Ricardo Mañé
Pour les articles homonymes, voir Mañé.
Ricardo Mañé Ramirez, né le 14 janvier 1948 à Montevideo et mort le 9 mars 1995 dans la même ville, est un mathématicien uruguayen naturalisé brésilien.

## Biographie
Il obtient son doctorat à l'Instituto Nacional de Matemática Pura e Aplicada (IMPA) à Rio de Janeiro sous la direction de Jacob Palis (1973) et effectue toute sa carrière de chercheur dans cette institution. Spécialiste des systèmes dynamiques et de la théorie ergodique, il a publié de nombreux articles sur ces sujets et a été conférencier invité au Congrès international des mathématiciens (ICM) en 1983 et en 1994.